# El reino
El reino és una pel·lícula espanyola de 2018 dirigida per Rodrigo Sorogoyen i produïda per Atresmedia Cinema, Tornasol Films i Trianera PC AIE en col·laboració de Le Pacte i Mondex & CIE. Es tracta d'un thriller polític sobre la corrupció a Espanya. Va ser estrenada el 2018 amb una distribució de Warner Bros Pictures.

## Argument
El protagonista, Manuel López Vidal, és un polític corrupte en la seva comunitat autònoma, però tot canvia per a ell quan un company i bon amic es veu involucrat en un cas de corrupció. Ignorant les ordres del seu partit, Manuel s'ofereix a ajudar-lo i assumeix la responsabilitat d'alguns d'aquests temes, al que el seu partit respon atribuint-li el delicte.

## Repartiment
- Antonio de la Torre: Manuel López Vidal
- Josep María Pou: Frías
- Bárbara Lennie: Amaia Marín
- Nacho Fresneda: Paco
- Ana Wagener: La Ceballos

## Festivals
El reino va estar present en la 65a edició del Festival Internacional de Cinema de Sant Sebastià, on es va dur a terme la presentació oficial d'un fragment del llargmetratge a la qual van acudir a més del director del film Rodrigo Sorogoyen, la guionista Isabel Peña i els protagonistes de la pel·lícula.

## Premis

### Premis Feroz
| Any  | Categoria                 | Receptor                        | Resultat   |
| ---- | ------------------------- | ------------------------------- | ---------- |
| 2019 | Millor drama              |                                 | Guanyadora |
| 2019 | Millor guió               | Rodrigo Sorogoyen i Isabel Peña | Guanyadors |
| 2019 | Millor direcció           | Rodrigo Sorogoyen               | Guanyador  |
| 2019 | Millor actor protagonista | Antonio de la Torre             | Guanyador  |
| 2019 | Millor actor secundari    | Luis Zahera                     | Guanyador  |

### Medalles del Cercle d'Escriptors Cinematogràfics
| Categoria         | Nominats                       | Resultat   |
| ----------------- | ------------------------------ | ---------- |
| Millor pel·lícula | Millor pel·lícula              | Guanyadora |
| Director          | Rodrigo Sorogoyen              | Guanyador  |
| Actor             | Antonio de la Torre            | Guanyador  |
| Actor secundari   | Luis Zahera                    | Guanyador  |
| Actriu secundària | Ana Wagener                    | Nominada   |
| Actor revelació   | Francisco Reyes                | Nominat    |
| Guió original     | Isabel Peña, Rodrigo Sorogoyen | Guanyadors |
| Fotografia        | Álex de Pablo                  | Nominat    |
| Muntatge          | Alberto del Campo              | Guanyador  |
| Música            | Olivier Arson                  | Nominat    |

### Premis Goya
| Categoria                     | Nominats                          | Resultat   |
| ----------------------------- | --------------------------------- | ---------- |
| Millor pel·lícula             | Millor pel·lícula                 | Nominada   |
| Millor director               | Rodrigo Sorogoyen                 | Guanyador  |
| Millor actor protagonista     | Antonio de la Torre               | Guanyador  |
| Millor actor secundària       | Luis Zahera                       | Guanyador  |
| Millor música original        | Olivier Arson                     | Guanyador  |
| Millor guió original          | Isabel Peña, Rodrigo Sorogoyen    | Guanyadors |
| Millor soinido                | Alfonso Raposo, Roberto Fernández | Guanyadors |
| Millor muntatge               | Alberto del Campo                 | Guanyador  |
| Millor actor revelació        | Francisco Reyes                   | Nominat    |
| Millor actriu secundària      | Ana Wagener                       | Nominada   |
| Millor direcció de producció  | Iñaki Ros                         | Nominat    |
| Millor direcció de fotografia | Alejandro de Pablo                | Nominat    |
| Millors efectes especials     |                                   |            |

## Crítica
- "Excel·lent interpretació d'Antonio de la Torre (...) 'El reino' és un bon exemple de cinema contemporani compromès i per gaudir-ne"[5]

- "Té un ventall de personatges interpretats amb mestratge (...) La controlada i amenaçadora banda sonora d'Olivier Arson dona estabilidade a la fluïdesa del thriller"[6]
- "Una pel·lícula dolorosament autèntica en tot el seu metratge (...) Sorogoyen i Peña superen amb nota el desafiament de retratar, amb el matxet en una mà i calç viva en l'altra, el fenomen de la corrupció a Espanya"[7]